# Протопопов Дмитро Захарович
Дмитро Захарович Протопопов (4 жовтня 1897, село Костенки Воронезького повіту Воронезької губернії, тепер Воронезької області, Російська Федерація — 3 березня 1986, місто Москва) — радянський партійний діяч, 1-й секретар ЦК КП(б) Таджикистану. Член Бюро ЦК КП(б) Таджикистану в 1938—1946 р. Член Центральної Ревізійної Комісії ВКП(б) в 1939—1952 р. Депутат Верховної Ради СРСР 1—2-го скликань.

## Біографія
Народився в родині селянина-середняка. У травні 1907 — серпні 1914 р. — працював у господарстві батька в селі Костенках Воронезького повіту. У серпні — вересні 1914 р. — наймит у поміщика Ніколаєва в селі Івановському Воронезького повіту. У вересні 1914 — травні 1916 р. — працював у господарстві батька в селі Костенках.
У травні 1916 — червні 1917 р. — рядовий, командир відділення, командир взводу 221-го запасного батальйону 492-го Барнаульського піхотного полку російської армії в містах Батумі і Поті. Закінчив Батумську школу прапорщиків.
Член РСДРП(б) з червня 1917 року.
У червні — грудні 1917 р. — працював у господарстві батька в селі Костенках.
У грудні 1917 — травні 1918 р. — член Воронезького повітового виконавчого комітету і заступник завідувача Воронезького повітового земельного відділу. У травні — серпні 1918 р. — голова Костенківського волосного виконавчого комітету, секретар партійного осередку РКП(б), волосний військовий комісар у селі Костенках Воронезького повіту. У вересні 1918 — грудні 1919 р. — голова Воронезької повітової Надзвичайної комісії (ЧК), секретар оргпартбюро, Воронезький повітовий військовий комісар, завідувач організаційного відділу Воронезького повітового комітету РКП(б), командир червоного загону. У січні 1920 — березні 1921 р. — Воронезький повітовий військовий комісар, завідувач організаційного відділу Воронезького повітового комітету РКП(б) Воронезької губернії.
У березні 1921 — січні 1922 р. — відповідальний секретар повітового комітету РКП(б) і повітовий військовий комісар у містах Землянську і Задонську Воронезької губернії. У січні 1922 — січні 1923 р. — голова Задонського повітового виконавчого комітету і Задонський повітовий військовий комісар Воронезької губернії. Обирався членом Воронезького губернського виконавчого комітету та членом Воронезького губернського комітету РКП(б).
У січні 1923 — лютому 1924 р. — помічник військового комісара Воронезького губернського військкомату. У 1924 році закінчив вечірній робітничий факультет у місті Воронежі.
У лютому 1924 — серпні 1926 р. — заступник начальника політичного відділу 19-ї стрілецької дивізії, секретар дивізійного партійного комітету в місті Воронежі.
У вересні 1926 — травні 1928 р. — заступник відповідального секретаря Воронезької губернської Контрольної комісії ВКП(б). У травні 1928 — серпні 1930 р. — голова Тамбовської окружної Контрольної комісії ВКП(б) Центрально-Чорноземної області.
У вересні 1930 — травні 1932 р. — слухач дворічних курсів марксизму-ленінізму при ЦВК СРСР у Москві.
У травні 1932 — березні 1934 р. — заступник голови Московської міського Контрольної комісії ВКП(б). У березні 1934 — липні 1936 р. — керівник групи партійно-радянського контролю Московського обласного комітету ВКП(б), голова Московської обласної комісії радянського контролю.
У липні 1936 — серпні 1937 р. — 1-й секретар Ленінського районного комітету ВКП(б) міста Москви.
У серпні — жовтні 1937 р. — уповноважений Комісії партійного контролю при ЦК ВКП(б) по Таджицькій РСР.
4 жовтня 1937 — 5 червня 1946 р. — виконувач обов'язків 1-го секретаря, 1-й секретар ЦК КП(б) Таджикистану; 1-й секретар Сталінабадського міського і обласного комітетів ЦК КП(б) Таджикистану.
У серпні 1946 — червні 1947 р. — інспектор Управління кадрів ЦК ВКП(б) у Москві. У червні 1947 — червні 1948 р. — інспектор ЦК ВКП(б).
У червні 1948 — травні 1953 р. — 1-й заступник міністра м'ясо-молочної промисловості Російської РФСР. У червні — серпні 1953 р. — начальник Управління керівних кадрів Міністерства легкої і харчової промисловості РРФСР. У вересні 1953 — квітні 1954 р. — член колегії і начальник Управління керівних кадрів Міністерства промисловості продовольчих товарів РРФСР. У травні 1954 — червні 1957 р. — заступник міністра з кадрів і член колегії Міністерства промисловості м'ясних і молочних продуктів РРФСР. У 1957—1960 р. — в апараті Ради Міністрів Російської РФСР.
З 1960 року — на пенсії у місті Москві, де й помер. Похований на Ваганьковському цвинтарі.

## Нагороди
- два ордени Леніна (17.10.1939,)
- орден Жовтневої Революції (3.10.1977)
- орден Трудового Червоного Прапора (25.04.1941)
- орден Червоного Прапора
- орден Вітчизняної війни ІІ-го ст.
- орден «Знак Пошани»
- медалі